# Coalición de Nuevos Demócratas
La Coalición de Nuevos Demócratas (inglés: New Democrat Coalition) es un caucus congresional dentro de la Cámara de Representantes del Congreso de Estados Unidos formada por legisladores demócratas, en su mayoría de orientación centrista o liberal. Este grupo se caracteriza por apoyar políticas favorables al sector empresarial y por mantener un enfoque entre liberal y moderado en política fiscal. En general, sus integrantes comparten posiciones liberales en temas sociales.
El caucus ha sido calificado como centroo centroizquierda.
Al iniciar el 119.º Congreso el 3 de enero de 2025, la Coalición de Nuevos Demócratas sumaba 110 integrantes —uno de ellos sin derecho a voto—, lo que equivalía a más de la mitad de la bancada demócrata y la posicionaba como el grupo ideológico demócrata más numeroso en la Cámara de Representantes, por delante del Caucus Progresista del Congreso.

## Descripción general
La Coalición de Nuevos Demócratas es una caucus de la Cámara de Representantes que fue establecida en 1997por los congresistas Cal Dooley, Jim Moran y Tim Roemer.
Durante la presidencia de Bill Clinton, la Coalición respaldó las políticas de la "Tercera Vía". Está integrada por demócratas de perfil liberal, moderado y centrista.Luego del marcado retroceso que sufrió la Coalición Blue Dog en la década de 2010, la Coalición de Nuevos Demócratas logró recuperar parte de su influencia al atraer a legisladores provenientes de distritos estratégicos.
El grupo se distingue por su enfoque moderadoen temas fiscales y por su respaldo al sector empresarial. Entre sus posiciones destacan el apoyo al libre comercio, el sector de alta tecnologíay la reforma migratoria.
En términos ideológicos, la Coalición se sitúa entre el Caucus Progresista y la Coalición Blue Dog.Ha sido caracterizada como socialmente liberal, con posturas fiscales que van de la moderación al conservadurismo.

## Posiciones políticas
El NDC aboga por "trabajar para superar la brecha partidista con un enfoque político orientado a las soluciones", además de impulsar medidas contra el cambio climático, promover la transición hacia energías sostenibles, ampliar el acceso a la atención médica y fortalecer la seguridad nacional de Estados Unidos.

### Economía
De acuerdo con su Agenda de Oportunidad Económica,el grupo promueve la diversificación y el fortalecimiento de las cadenas de suministro globales, así como la aprobación de leyes que atiendan las limitaciones actuales del comercio internacional. También aboga por reducir los costos para los consumidores en EE. UU. y reforzar el Marco Económico del Indo-Pacífico. La NDC respalda un proceso transparente para las exclusiones arancelarias bajo la Sección 301 y fomenta acuerdos de libre comercio con países como el Reino Unido, Kenia y Taiwán. En cuanto a energía, proponen reducir los precios y avanzar hacia fuentes sostenibles mediante la ejecución de las inversiones contempladas en la Ley de Reducción de la Inflacióny la eliminación de barreras de mercado que dificultan el acceso a energías limpias.

### Cuidado de la salud
El 3 de abril de 2019, el congresista Ami Bera presentó la iniciativa HR 2061,que proponía el uso de mecanismos estatales de mercado para fomentar la inscripción en seguros de salud, con especial énfasis en la inscripción automática de personas que calificaran para planes con prima cero.

#### Derecho al aborto
La Coalición de Nuevos Demócratas respalda el derecho a viajar para acceder a un aborto, así como la protección legal para los profesionales de salud que lo practican y la garantía de los derechos reproductivos de las mujeres militares y sus familias.Además, apoya convertir en ley el derecho al aborto tal como fue establecido en el fallo Roe c. Wade.

### Seguridad nacional
Según sus Principios de Seguridad Nacional,la Coalición destaca la importancia de modernizar y mantener las Fuerzas Armadas de los Estados Unidos, reforzar el internacionalismo estadounidense, fortalecer sus compromisos en distintas regiones, mejorar la ciberseguridad nacional y enfrentar el problema del déficit fiscal.

#### Ciberseguridad
En materia de ciberseguridad, el grupo de trabajo de la Coalición de Nuevos Demócratasaborda el tema promoviendo el intercambio de información entre los sectores público y privado, el fortalecimiento de las defensas frente a la ciberguerra y el ciberterrorismo, la formación de una fuerza laboral capacitada para enfrentar estas amenazas, la inversión en medidas de protección tanto públicas como privadas, y la seguridad de la Internet de las cosas.

### Cambio climático
De acuerdo con los Principios para la Política Climática de Estados Unidos del NDC,el grupo promueve una coordinación global liderada por EE. UU. para enfrentar el cambio climático, la transición hacia una economía basada en energía limpia, la implementación de políticas climáticas proactivas enfocadas en la respuesta ante desastres y la adaptación de las comunidades locales a una red energética sostenible, así como un renovado respaldo al Acuerdo de París.

### Política exterior

#### Israel
El 12 de octubre de 2023, cinco días después del atentado del 7 de octubre contra Israel, el NDC respaldó una resolución bipartidista en apoyo a Israel y condenó de forma categórica a Hamás.Posteriormente, el 20 de octubre, manifestó su respaldo a la solicitud del presidente Biden de financiamiento adicional destinado tanto a Israel como a Ucrania.

#### Invasión rusa de Ucrania
El 20 de abril de 2024, el NDC reafirmó su apoyo a Ucrania al respaldar la Ley de Asignaciones Suplementarias de Ucrania de 2024.Días después, el 23 de abril, celebró la aprobación exitosa de dicha legislación.

## Presidentes del Caucus
Las normas actuales del caucus establecen que solo puede haber un presidente, con un mandato de dos años. No obstante, en sus inicios, se permitía que hubiera varios presidentes y los mandatos eran de cuatro años.
- 1997–2001: Cal Dooley (CA-20), Jim Moran (VA-8), Tim Roemer (IN-3)
- 2001–2005: Jim Davis (FL-11), Ron Kind (WI-3), Adam Smith (WA-9)
- 2005–2009: Ellen Tauscher (CA-10)
- 2009–2013: Joe Crowley (NY-7)
- 2013–2017: Ron Kind (WI-3)
- 2017–2019: Jim Himes (CT-4)
- 2019–2021: Derek Kilmer (WA-6)
- 2021–2023: Suzan DelBene (WA-1)
- 2023–2025: Annie Kuster (NH-2)
- 2025–present: Brad Schneider (IL-10)

## Liderazgo
Desde el 118.º Congreso de los Estados Unidos, los líderes de la Coalición son los siguientes:
- Presidente: Brad Schneider (IL-10)
- Vicepresidenta de Difusión: Salud Carbajal (CA-24)
- Vicepresidente de Comunicaciones: Marc Veasey (TX-33)
- Vicepresidente de Servicios para los Miembros: Josh Harder (CA-09)
- Vicepresidenta de Política: Nikki Budzinski (IL-13)
- Vicepresidenta General: Haley Stevens (MI-11)
- Látigo: Marilyn Strickland (WA-10)
- Miembro del Liderazgo: Jennifer McClellan (VA-04)
- Miembro del Liderazgo: Andrea Salinas (OR-06)
- Representante de los Congresistas de Primer Año: Kristen McDonald Rivet (MI-08)

## Afiliación

Coalición de Nuevos Demócratas en el 118.º Congreso de los Estados Unidos.

Al 12 de mayo de 2025, la Coalición de Nuevos Demócratas contaba con 115 miembros. Entre ellos, 114 representantes de los Estados Unidos y un delegado sin derecho a voto de la Cámara de Representantes.De ellos, 85 fueron reelegidos en las elecciones a la Cámara de Representantes de los Estados Unidos de 2024, mientras que 25 congresistas no titulares, respaldados por el comité de acción política (PAC), fueron elegidos. Kevin Mullin, Brad Sherman, Jahana Hayes, Dan Goldman y Mike Levin se unieron al grupo posteriormente.

#### Alabama
- Shomari Figures (AL-02)
- Terri Sewell (AL-7)

#### Arizona
- Greg Stanton (AZ-4)

#### California
- Ami Bera (CA-6)
- Josh Harder (CA-9)
- Adam Gray (CA-13)
- Kevin Mullin (CA-15)
- Sam Liccardo (CA-16)
- Jimmy Panetta (CA-19)
- Jim Costa (CA-21)
- Salud Carbajal (CA-24) – Vicepresidenta de Difusión
- Raul Ruiz (CA-25)
- Julia Brownley (CA-26)
- George Whitesides (CA-27)
- Gil Cisneros (CA-31)
- Brad Sherman (CA-32)
- Pete Aguilar (CA-33), Whip
- Norma Torres (CA-35)
- Derek Tran (CA-45)
- Lou Correa (CA-46)
- Mike Levin (CA-49)
- Scott H. Peters (CA-50)
- Sara Jacobs (CA-51)
- Juan Vargas (CA-52)

#### Colorado
- Jason Crow (CO-6)
- Brittany Pettersen (CO-7)

#### Connecticut
- Joe Courtney (CT-02)
- Jim Himes (CT-4)
- Jahana Hayes (CT-5)

#### Delaware
- Sarah McBride (DE-AL)

#### Florida
- Darren Soto (FL-9)
- Jared Moskowitz (FL-23)
- Debbie Wasserman Schultz (FL-25)

#### Georgia
- Nikema Williams (GA-5)
- Lucy McBath (GA-7)
- David Scott (GA-13)

#### Hawái
- Ed Case (HI-1)

#### Ilinois
- Mike Quigley (IL-5)
- Sean Casten (IL-6)
- Raja Krishnamoorthi (IL-8)
- Brad Schneider (IL-10) – Vicepresidente de Comunicaciones
- Bill Foster (IL-11)
- Nikki Budzinski (IL-13)
- Eric Sorensen (IL-17)

#### Indiana
- Frank J. Mrvan (IN-1)
- André Carson (IN-7)

#### Kansas
- Sharice Davids (KS-3) – Vicepresidenta de Servicios para los Miembros

#### Kentucky
- Morgan McGarvey (KY-3)

#### Luisiana
- Troy Carter (LA-2)

#### Maryland
- Johnny Olszewski (MD-02)
- Sarah Elfreth (MD-03)
- Glenn Ivey (MD-4)
- April McClain Delaney (MD-06)

#### Massachusetts
- Lori Trahan (MA-3) – Vicepresidenta General
- Seth Moulton (MA-6)
- Bill Keating (MA-9)

Michigan
- Hillary Scholten (MI-3)
- Kristen McDonald Rivet (MI-08)
- Haley Stevens (MI-11)
- Shri Thanedar (MI-13)

#### Minnesota
- Angie Craig (MN-2)
- Kelly Morrison (MN-03)

#### Misuri
- Wesley Bell (MO-01)

#### Nevada
- Susie Lee (NV-3) – Látigo
- Steven Horsford (NV-4)

#### Nuevo Hampshire
- Chris Pappas (NH-1)
- Maggie Goodlander (NH-02)

#### Nueva Jersey
- Donald Norcross (NJ-1)
- Herb Conaway (NJ-03)
- Josh Gottheimer (NJ-5)
- Nellie Pou (NJ-09)
- Mikie Sherrill (NJ-11)

#### Nuevo México
- Gabe Vasquez (NM-2)

#### Nueva York
- Tom Suozzi (NY-3)
- Laura Gillen (NY-04)
- Gregory Meeks (NY-5)
- Dan Goldman (NY-10)
- Pat Ryan (NY-18)
- George Latimer (NY-16)
- Josh Riley (NY-19)
- John Mannion (NY-22)
- Joe Morelle (NY-25)
- Tim Kennedy (NY-26)

#### Carolina del Norte
- Don Davis (NC-1)
- Deborah K. Ross (NC-2)
- Valerie Foushee (NC-4)

#### Ohio
- Greg Landsman (OH-1)
- Shontel Brown (OH-11)
- Emilia Sykes (OH-13)

#### Oregón
- Val Hoyle (OR-4)
- Janelle Bynum (OR-05)
- Andrea Salinas (OR-6)

#### Pensilvania
- Brendan Boyle (PA-2)
- Madeleine Dean (PA-4)
- Mary Gay Scanlon (PA-5)
- Chrissy Houlahan (PA-6)

#### Texas
- Lizzie Fletcher (TX-7)
- Veronica Escobar (TX-16)
- Joaquin Castro (TX-20)
- Henry Cuellar (TX-28)
- Julie Johnson (TX-32)
- Marc Veasey (TX-33) – Miembro de Liderazgo General
- Vicente Gonzalez (TX-34)

#### Virginia
- Jennifer McClellan (VA-4)
- Eugene Vindman (VA-07)
- Don Beyer (VA-8)
- Suhas Subramanyam (VA-10)

Washington
- Suzan DelBene (WA-1) – Presidenta Emérita
- Rick Larsen (WA-2)
- Emily Randall (WA-06)
- Kim Schrier (WA-8)
- Adam Smith (WA-9)
- Marilyn Strickland (WA-10)

#### Sin derecho a voto
- Stacey Plaskett (VI-AL)

## Brazo de campaña
El Fondo de Acción NewDem, anteriormente conocido como NewDemPAC,es el brazo de campaña del grupo parlamentario.